# Dan Gilroy (músico)
Dan Gilroy (Nueva York, 19 de mayo de 1947) es un músico estadounidense conocido por formar parte de la banda musical Breakfast Club como cantante y guitarrista. Después de formar parte del grupo, actuó en los programas infantiles Mother Goose Rock 'n' Rhyme y Mrs. Piggle-Wiggle.

## Biografía
Gilroy conoció a Madonna, por entonces una aspirante a bailarina, en una fiesta en 1979. Comenzaron una relación sentimental y ella se mudó a la sinagoga donde Gilroy vivía con su hermano Ed Gilroy en Corona, Queens. Los hermanos trabajaban como músicos o cómicos bajo el nombre de Bil y Gil. Durante la relación, Madonna practicaba la batería. También comenzó a escribir canciones y Gilroy le enseñó a tocar la guitarra; juntos formaron la banda Breakfast Club. En 1980, Madonna dejó la formación musical para formar la banda Emmy.
A mediados de la década de 1980, Breakfast Club estaba formada por los hermanos Gilroy: Dan se concentró en cantar, con Ed en la guitarra. Gary Burke se unió a la banda, tocando el bajo. En 1987, el grupo firmó un contrato discográfico con MCA Records y lanzó un primer álbum y único de nombre homónimo. Grabaron un segundo álbum que nunca fue lanzado. Gilroy mantuvo una relación sentimental con la actriz Shelley Duvall desde 1989 hasta su muerte en 2024.